# Thế kỷ Trung Quốc
Thế kỷ của Trung Quốc ("Trung Quốc thế kỷ" giản thể: 中国世纪; phồn thể: 中國世紀; bính âm: Zhōngguó Shìjì) là một khái niệm mới nêu ra khả năng Cộng hòa Nhân dân Trung Hoa sẽ thống trị thế kỷ 21, giống như thế kỷ 20 và 19 lần lượt là thế kỷ của Hoa Kỳ và Đế quốc Anh. Cụm từ này đặc biệt được sử dụng khi đề cập đến viễn cảnh nền kinh tế Trung Quốc sẽ vượt qua kinh tế Mỹ để trở thành nền kinh tế lớn nhất thế giới, vị trí mà Trung Quốc đã nắm giữ từ khoảng 1000-1700 CN hoặc 221 TCN-1830 CN , tùy từng nguồn nghiên cứu.

## Chỉ trích
Michael Beckley, một nhà nghiên cứu đến từ trường Harvard Kennedy, không đồng tình với quan điểm cho rằng:
- Nước Mỹ suy tàn là có liên quan đến Trung Quốc và chủ nghĩa đa phương;
- Sự suy tàn của nước Mỹ có một phần nguyên nhân từ các gánh nặng của vị thế bá quyền của nó trong việc duy trì hệ thống đơn cực.

Beckley cho rằng sức mạnh của Hoa Kỳ là lâu dài với các nguyên nhân chính là bởi tính đơn cực và sự toàn cầu hóa.